# Charles Girault
Pour les articles homonymes, voir Girault.
Charles Louis Girault est un architecte français, né le 27 décembre 1851 à Cosne (Nièvre) et mort le 26 décembre 1932 à Paris. Il est surtout connu comme l'architecte du Grand Palais et du Petit Palais se trouvant à Paris.

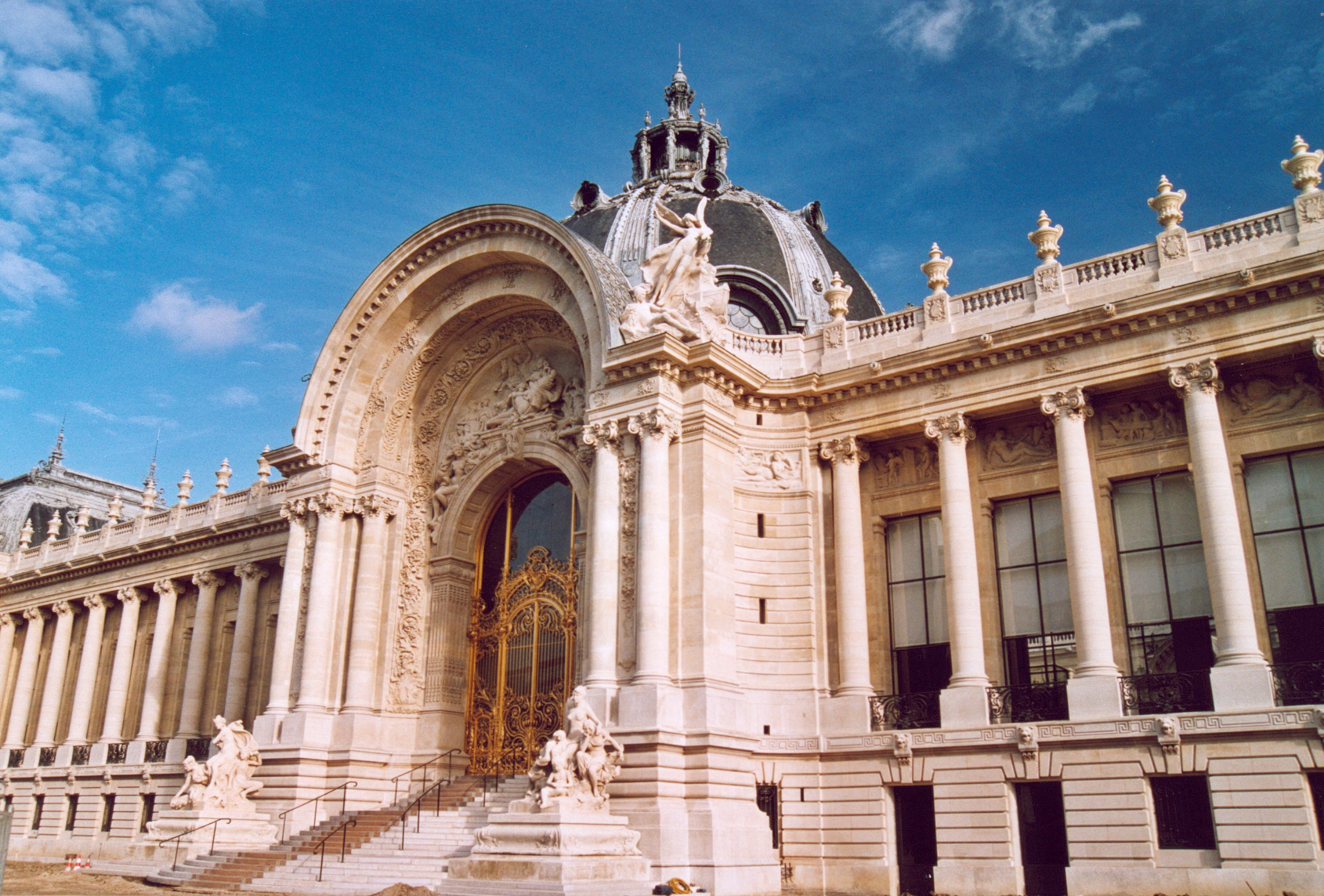
Le Petit Palais à Paris, œuvre de Charles Girault.

## Les débuts
Ses débuts dans la vie furent surtout marqués par la solitude : son père faisait « des affaires » (souvent malheureuses) en Amérique du Sud, où il vivait le plus souvent, en compagnie de sa femme et de ses deux filles. Charles avait été laissé en France, aux soins d’une grand-mère. On sait peu de choses sur son enfance et sa jeunesse à Cosne. Il fut appelé sous les armes pendant la guerre franco-prussienne de 1870, ce qui interrompit définitivement la préparation au concours de l’École Centrale, qu’il avait entreprise. Démobilisé, il revint dans la Nièvre ; il lui fallait travailler pour vivre. Très doué pour le dessin, il s’engagea comme dessinateur chez un entrepreneur de serrurerie et ferronnerie, Monsieur Bardin. C'est là que, presque par hasard, l’architecte Honoré Daumet, alors célèbre, vit ses dessins et dit au patron de Charles Girault : « Il faut qu’il fasse les Beaux-Arts, je le prends dans ma classe ». Cette rencontre inattendue fut pour Charles Girault un heureux coup du destin. En 1873, à vingt-deux ans, il entrait à l'École des beaux-arts, où il se faisait tout de suite remarquer tant par la qualité de ses dons naturels que par son travail acharné.

## Grand Prix de Rome
En 1880, Charles Girault remporta le Grand Prix de Rome d’architecture et partit pour l’Italie, qui fut pour lui un choc artistique bouleversant qui devait marquer toute sa vie.
Quand, de retour en France, il acheta une grande maison à Bièvres, dans le département de l’Essonne, il y dessina un parc semblable à ceux des villas florentines, et l’orna de statues et de vases qu’il fit venir de Florence et qui lui rappelaient sa chère Italie.
Les travaux qu’il fournit à l'École des Beaux-Arts de Paris pendant son séjour italien, le relevé du tombeau des Scaliger à Vérone, que l’on peut voir au musée de Caen, et surtout la restauration de la Villa Adriana (de l’empereur Hadrien) à Tivoli sont considérés comme des chefs-d’œuvre du dessin d’architecture, et figurent souvent dans les expositions consacrées à l’art de cette époque.
Dans la première partie de sa carrière, il est remarqué pour le pavillon de l'hygiène de l'Exposition Universelle de 1889 et pour la réalisation en 1896 de la crypte de Louis Pasteur au sous-sol de l'Institut Pasteur.

## Le Grand et le Petit Palais à Paris
Destiné à devenir le musée des Beaux Arts de la Ville de Paris, le Petit Palais, fut conçu à l'occasion de l'Exposition Universelle de 1900. Ayant remporté le concours organisé pour sa construction, Charles Girault en entreprit l'édification.
Girault y a manié avec aisance un classicisme inspiré du baroque, alors à la mode parmi les professeurs de l'École des Beaux-Arts. Il a habilement affronté les difficiles transitions aux angles, rendues nécessaires par le plan trapézoïdal du bâtiment. L'élément architectural essentiel de l'édifice, une haute entrée en arc qui précède un dôme bas en acier, a été adopté, dans les années suivantes, partout dans le monde (comme à l'Opéra de Saigon) par les architectes de formation française.
Girault fut chargé en outre de la coordination de la construction du Grand Palais, dont il n’était pas l’auteur, mais qui avait été conçu par plusieurs cabinets d’architectes qu’il fallait faire travailler ensemble. L’autorité, mais aussi le savoir-faire et la grande qualification de Girault, le désignèrent pour cette tâche délicate.

## Architecte du roi des Belges

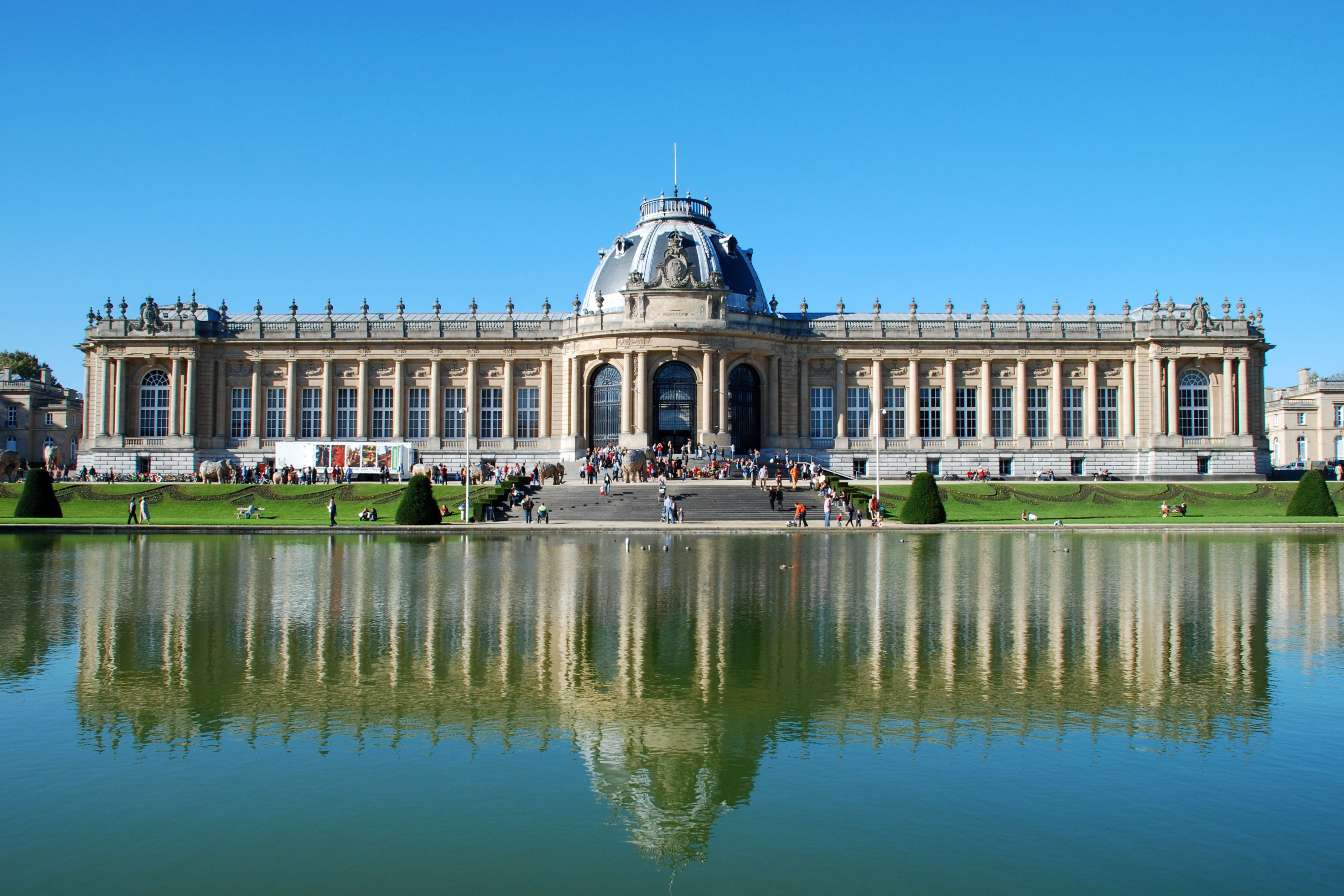
Musée royal de l'Afrique centrale à Tervuren.

Le roi des Belges, Léopold II, vint à Paris pour visiter l'Exposition de 1900 et fut ébloui par le Petit Palais. Il se fit présenter Charles Girault et lui demanda de construire à Bruxelles la réplique exacte du Petit Palais de Paris. Girault fit valoir qu’il ne pouvait en tant qu'artiste faire une copie conforme de ses œuvres mais les deux hommes se plurent : le Roi avait beaucoup de projets, et Charles Girault devint son architecte.
Il réalisa à Bruxelles des travaux considérables : l'agrandissement du château de Laeken, l'amélioration de la villa Van der Borght, le Musée royal de l'Afrique centrale à Tervuren (1902-1910) et la transformation des  Arcades du Cinquantenaire (réalisées en 1880 par Gédéon Bordiau) à l'occasion du  75e anniversaire de l’indépendance de la Belgique.
À Ostende, station balnéaire de la côte belge très appréciée par le roi, Charles Girault construisit, de 1902 à 1906, les galeries royales d'Ostende, qui permettaient au souverain et à ses hôtes de se rendre à l'hippodrome Wellington sans être incommodés par la pluie ou le vent.

## Le tombeau de Pasteur (Institut Pasteur, Paris)
L’œuvre peut-être la plus émouvante de Girault est le beau tombeau de Louis Pasteur, inventeur du vaccin contre la rage. À la mort de Pasteur en 1895, sa famille demanda à Charles Girault de construire son tombeau, situé à l’Institut Pasteur à Paris.
Charles Girault fut, dans l’acception du terme, un artiste. Très influencé par l’Italie, il avouait plus de penchant pour ses beautés que pour les progrès de la technique industrielle. Il déclarait ne voir dans la tour Eiffel que « l’échafaudage d’un point dans le ciel ». Cela ne l'empêcha pas d’être appelé à de multiples fonctions : président de la Société centrale des architectes (l'Académie d'architecture), inspecteur général de bâtiments civils, président du Comité des congrès internationaux et, à de multiples reprises, président du jury de concours d’architecture.

## Mort et hommages

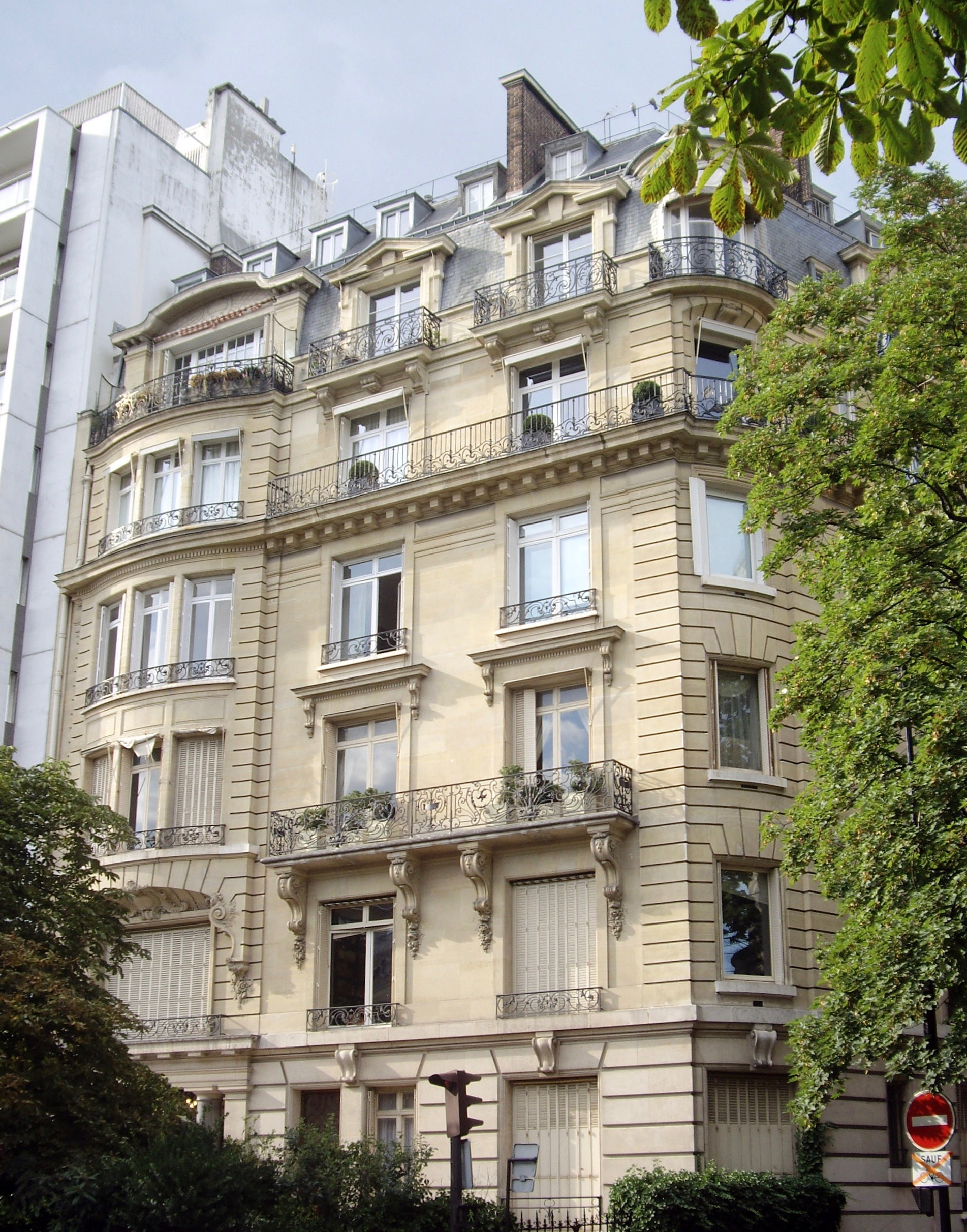
No 36, avenue Georges-Mandel.

Charles Girault meurt le 26 décembre 1932 en son domicile, au no 36, avenue Henri-Martin (aujourd'hui :  no 36, avenue Georges-Mandel) dans le 16e arrondissement de Paris. Ses obsèques ont été célébrées le 29 décembre 1932 au temple de l'Oratoire du Louvre et son corps a été déposé dans les caveaux du temple.
La voie qui borde le Petit Palais, entre ce dernier et les Champs-Élysées, a été nommée avenue Charles-Girault en son honneur.

## Distinctions
- Officier de la Légion d'honneur (décret du 12 avril 1900). Il est fait officier par Alfred Picard le 16 avril 1900.

## Archives
Les papiers personnels de Charles Girault sont conservés en France aux Archives nationales sous la cote 285AP. Plusieurs volumes de correspondances et de documents concernant l'aménagement des domaines royaux de Laeken et de Tervuren, les arcades du Cinquantenaire et le musée du Congo sont conservés dans les archives de l'Africa Museum à Tervuren.